# Tioroniaradougou
Tioroniaradougou è una città e sottoprefettura della Costa d'Avorio, situata nel dipartimento di Korhogo. Conta una popolazione di 15 485 abitanti (censimento 2014).